# 半帶織鮨
半帶織鮨，為輻鰭魚綱鱸形目鱸亞目鮨科的其中一種，分布於東南太平洋的復活節島、Desventuradas群島等海域，為底棲性魚類，屬肉食性，生活習性不明。

## 擴展閱讀
維基物種上的相關：半帶織鮨